# Anita Soina
 (avril 2023).
Anita Soina, née le 24 décembre 1999 est une écologiste kényane par passion et également défenseure de l'eau et du changement climatique de la communauté Maasai. Elle est l'auteur du livre Green War.
Elle est la fondatrice de l'organisation environnementale Spice Warriors qu'elle fonde à l'âge de 18 ans pour aider à rallier les jeunes de partout à la conscience environnementale. Elle est également la fondatrice de la Fondation Soina qui cherche à résoudre d'autres problèmes sociaux dans la société tels que l'éducation à la santé sexuelle et reproductive, la VBG, WASH, l'éducation, entre autres.
Son travail l'a amenée à être nommée pour représenter dans différentes conférences telles que COP 26 au Royaume-Uni, UNEA 5, Stockholm plus 50 en Suède, Sustainable Energy for All Forum au Rwanda, COP 27, entre autres. Anita Soina est la nouvelle championne mondiale de la jeunesse 2023-2024 pour l'assainissement et l'eau pour tous (SWA).

## Enfance, éducation et débuts
Anita Soina naît en 1999 et grandit à North Kajiado, au Kenya. Elle est issue de la communauté minoritaire Maasai. Elle obtient un baccalauréat ès arts en relations publiques et communication d'entreprise à l' Université multimédia du Kenya en 2021. Soina a également fait un programme au HarvardX, la plate-forme d'éducation en ligne de l'Université de Harvard, sur les effets du changement climatique sur la santé.

### Carrière
Anita Soina est une écologiste et militante et défenseure du changement climatique. Elle est la nouvelle championne mondiale de la jeunesse 2023-2024 pour les partenariats hébergés par l'ONU sur l'assainissement et l'eau pour tous (SWA).
Elle est l'ambassadrice des campagnes Wild About Life - Une initiative conjointe de The nature conservancy, Northern Rangelands Trust, Kenya Wildlife Conservancy Association et Light Art club (juin 2021 - présent).
Elle fait partie de l'équipe des communications de We Don't Have Time Organisation.
Avant de s'engager pleinement dans la conservation, Anita Soina a travaillé comme responsable numérique et artistique chez EMB Records, Seven Haven Music et Shirko Media.
Elle a également été responsable numérique et ambassadrice de la marque au centre dentaire et d'orthodontie de Lake Basin.

### Militantisme
Enfant, elle se souvient avoir passé du temps avec son grand-père qui avait une passion pour la politique et le leadership. 
"Il nous demandait de nous taire pour pouvoir écouter les informations à la radio. Il m'a donné l'amour de comprendre ce qui se passe dans mon pays. Je savais que j'allais briguer un poste politique un jour"

Son cheminement vers le leadership a commencé au lycée où elle a présidé son club de scoutisme local. Elle s'est également intéressée aux Objectifs de développement durable (ODD) des Nations unies. 
"Finalement, j'ai décidé de m'impliquer dans l'objectif d'action climatique parce que je sentais qu'il fallait plus de jeunes voix"
Ses premiers projets environnementaux se sont concentrés sur la plantation d'arbres, un endroit facile pour les jeunes aux moyens financiers limités. Cependant, elle s'est vite rendu compte que de nombreux jeunes militants, dont elle-même, se sentaient souvent déconnectés du développement durable et de la conservation en raison du langage technique et du jargon trop souvent utilisés par ces secteurs.

Anita Soina se souvient d'une époque où sa communauté conduisait du bétail sur les rives du grand fleuve Mara au Kenya.
"Nous abreuvions les animaux, nageions, allions chercher de l'eau pour nos maisons et lavions les vêtements"
Aujourd'hui, la puissante voie navigable n'est plus que l'ombre d'elle-même, victime de la déforestation, de l'exploitation minière, de la mauvaise gestion des ressources et du changement climatique.
Lors d'une récente visite dans sa maison familiale, la militante pour le climat et l'eau de 23 ans a déclaré qu'elle était choquée de voir des gens utiliser des tremplins pour traverser la rivière, plutôt que des ponts qui étaient autrefois une nécessité.
Aujourd'hui, Soina concentre son activisme sur la sécurité de l'eau, ainsi que sur les bonnes pratiques d'assainissement, afin de protéger les ressources restantes de la planète. Ce mois-ci, elle entame un mandat de deux ans en tant que championne mondiale de la jeunesse pour le partenariat mondial pour l'assainissement et l'eau pour tous (SWA) hébergé par l'ONU.
L'activisme et le service sont profondément ancrés dans le sang de Soina.

### Parcours politique
Tout en comprenant que le manque de bonne volonté politique est le plus grand contributeur à l'absence de mise en œuvre en matière de climat et d'autres problèmes communautaires mondiaux, elle a décidé de se présenter comme candidate au poste de députée de la circonscription de Kajiado Nord lors des élections générales qui viennent de se terminer.
Soina a rejoint l'Alliance démocratique unie (UDA) en tant que premier parti à concourir au poste de député représentant Kajiado Nord, au Kenya, au 13e Parlement du Kenya. Plus tard, le 24 mars 2022, elle a quitté l'UDA pour le Green Thinking Action Party (GTAP) dirigé par Isaac Kalua pour se disputer le même poste. Elle a déménagé au GTAP parce qu'à cette époque, elle croyait que l'environnement était au centre de chaque modèle économique et à cette époque, le GTAP avait également une stratégie pour réduire les frais de nomination des femmes aspirantes cherchant à se présenter à des postes électifs aux élections générales de 2022.
Avant les élections kenyanes d'août 2022, Soina a déclaré qu'elle se présenterait pour le GTAP. Elle était la plus jeune candidate à se présenter aux élections en tant que députée.

## Publications
- 2020 : Guerre verte (Wasilisha Solutions, (ISBN 9789966180650))[8].
- 2021 : Conférence TEDx
- Aspirant politique